# All This Life
All This Life è il quinto album in studio del gruppo musicale inglese Starsailor, pubblicato nel 2017.

## Tracce
Testi e musiche di James Walsh, James Stelfox, Ben Byrne e Barry Westhead.
1. Listen to Your Heart – 3:51
2. All This Life – 2:54
3. Take a Little Time – 3:25
4. Caught in the Middle – 3:49
5. Sunday Best – 5:23
6. Blood – 4:51
7. Best of Me – 3:37
8. Break the Cycle – 3:18
9. Fall Out – 5:52
10. Fia(F*** It All) – 6:03
11. No One Else – 2:14

## Formazione
- James Walsh – voce, chitarra
- Barry Westhead – tastiera
- James "Stel" Stelfox – basso
- Ben Byrne – batteria